# 塚越古墳 (川崎市)
塚越古墳（つかごしこふん）は、神奈川県川崎市幸区塚越2丁目にある古墳時代後期の古墳。墳形は円墳と推定されているが、前方後円墳だった可能性もあるという。埼玉県鴻巣市の関東最大の埴輪生産地、生出塚埴輪窯で焼かれた埴輪が立てられていた。

## 概要
古墳は、JR南武線鹿島田駅の東650メートルの民有地にあり、多摩川と鶴見川の流れが東京湾に到達する手前の低地地帯に造られている。現在の墳丘は円形で、直径およそ15メートル、高さは3.5メートル、標高値では7.5メートル程である。
この付近の地名は川崎市幸区「塚越」だが、江戸時代の『新編武蔵風土記稿』によると「塚越村は其の名の起る處を按に、村内に古塚ありて其邊を塚の越といへり、此塚あるより起こりし地名なること知らる」とあり、この古墳の存在が地名の由来になったことがわかる。しかし、古くから古墳と呼ばれてきたものの公に調査をされたことがなかったため、歴史時代以降に造られた塚の類い（富士塚や十三塚、経塚など）ではない古墳時代の古墳であると判明したのは、比較的新しい2010年代になってからである。
2013年（平成25年）に土地の所有者が、古墳所在地の土地の将来について考え、川崎市教育委員会に相談した。このため川崎市は、この遺跡の性格を明らかにすべく、同年と翌2014年（平成26年）、翌々2015年（平成27年）の3次にわたり試掘調査を実施。2013年（平成25年）の第1次調査で墳丘の東側の裾にトレンチ（試掘溝）を掘ったところ、幅約3メートルの周溝の一部が見つかり、中から埴輪の破片が大量に見つかったため、古墳であることが初めて確かめられた。
2014年（平成26年）の第2次調査では、墳丘東側の裾にトレンチの数を増やして設定したところ、1次調査で見つかっていた周溝の続きが見つかり、墳丘裾を巡るように弧を描いて掘られていることがわかった。仮に周溝が墳裾を1周する円墳と想定した場合、本来は直径30メートル程の円丘だったと解った。
ただし、1923年（大正12年）～1927年（昭和2年）頃に作られた地図では、塚越古墳は東西向きの楕円に近い形で描かれており、その後も墳丘が削られた記録があるため、本来は西側に前方部が取り付く前方後円墳だった可能性も否定できないという（現在ある円形墳丘の西側は住宅や道路となって調査されていない）。この2次調査では、墳頂部もトレンチが入れられ、埋葬主体部の構築土とみられる黄白色粘土の分布が見つかった。
2015年（平成27年）の第3次調査では、墳頂部のトレンチが拡張され、黄白色粘土層の下から、房総半島（千葉県）で採れる房州石を使った石組が見つかり、竪穴式石室とみられる埋葬主体部が存在することが判明した。
第1次調査で発見された多量の埴輪破片は、円筒埴輪がほとんどだったが、形象埴輪と見られるものも含まれていた。作り方や胎土の特徴から、埼玉県鴻巣市にあり、古墳時代後期の東日本最大級の埴輪生産遺跡と言われる生出塚埴輪窯で焼かれた埴輪が供給されていたことが判明した。埴輪の年代は6世紀中頃とされ、生出塚の埴輪が供給された川崎市内の古墳の中では最も古い。
一連の調査から、塚越古墳は多摩川の低地部に築造されて、現在まで残る唯一の古墳であり、神奈川県内では数少ない生出塚産の埴輪を供給された貴重な古墳であることがわかった。
また当地は、西暦534年（安閑天皇元年）に起こった武蔵国造の乱の後に橘花屯倉（たちばなのみやけ）が設置された地域であり、そのような時期にこの地に現れた塚越古墳については、築造に至る歴史的背景など、今後なお研究すべき課題があると指摘されている。

## 参考図書
- 栗田, 一生「川崎市幸区 塚越古墳～生出塚窯産埴輪の出土～」『第39回 神奈川県遺跡調査・研究発表会 発表要旨』、神奈川県考古学会、2015年11月15日、3-8頁。
- 「塚越村」『新編武蔵風土記稿』 巻ノ72橘樹郡ノ15、内務省地理局、1884年6月。NDLJP:763985/68。